# Poulainville
Poulainville je francouzská obec v departementu Somme v regionu Hauts-de-France. V roce 2012 zde žilo 1 245 obyvatel.

## Sousední obce
Allonville, Amiens, Argœuves, Bertangles, Coisy, Villers-Bocage

## Vývoj počtu obyvatel
Počet obyvatel